# Сага про людей з Лаксдалу
Сага про людей з Лаксдалу (давньоскан. Laxdæla saga (слухатиⓘ) або Laxdœla saga) — це одна з ісландських саг, яка була написана у середині XIII століття. Належить до жанру середньовічної прози. Український переклад назви — «Сага про людей з Лососьєвої долини» або «Сага про людей з Лаксдалу». Це одна з найвідоміших саг про вікінгів, яка розповідає про різні історії, включаючи кохання, зраду, війни та інші події. Сага отримала свою назву від головного роду, який вона описує — рід Лаксдаль(Laxdæl).
Сага згадує Боллі Болласона — ісландця, який служив у варязькій гвардії візантійських імператорів. Окрема історія про Боллі в («Скандинавське пасмо») додана до саги в XIV столітті.
«Сага про людей з Лососьєвої долини» є важливим твором ісландської літератури та надалі залишається популярним серед любителів саг та середньовічної літератури.

## Зміст

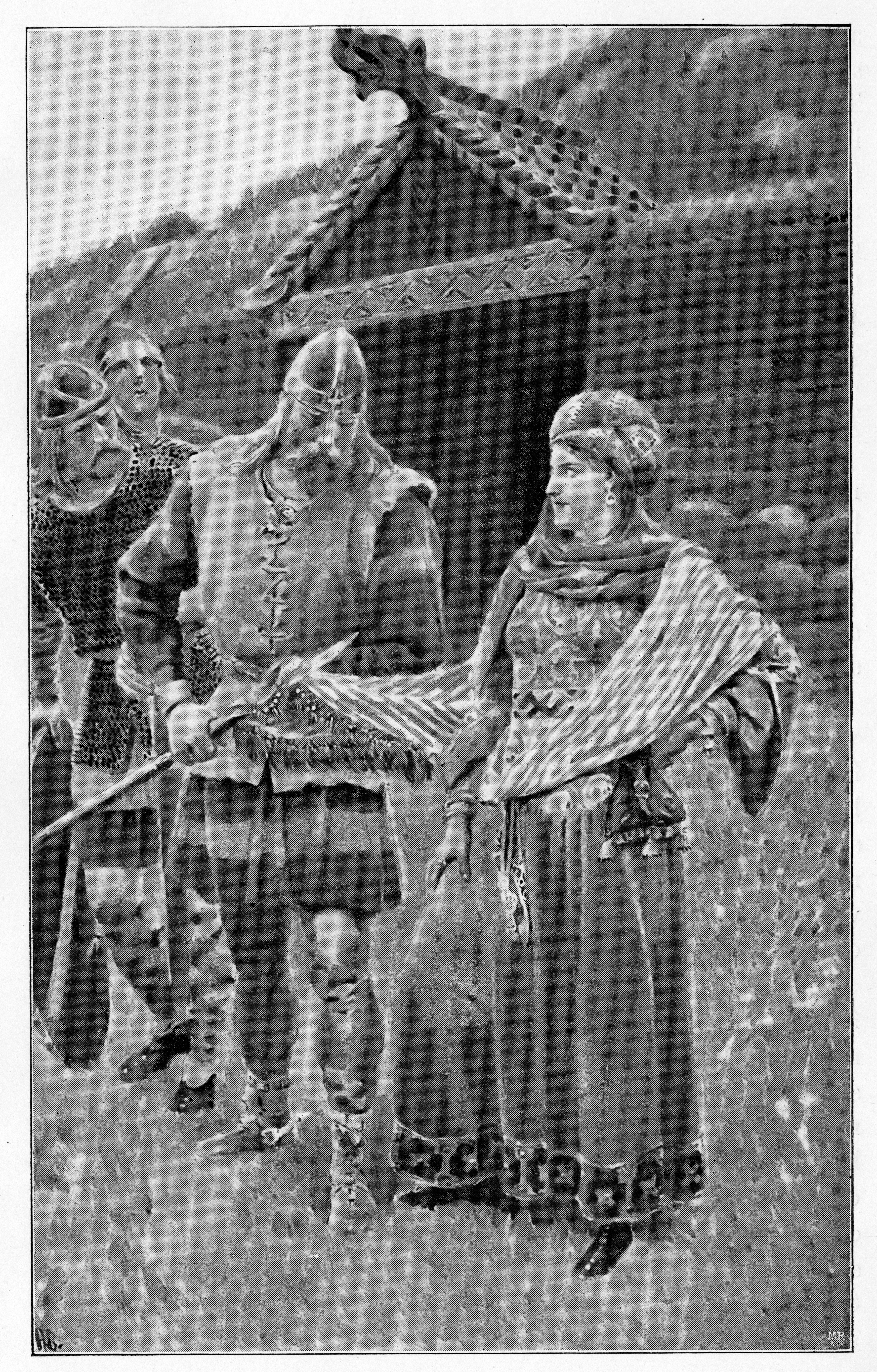
Гудрун — головна героїня саги.

У «Сазі про людей з Лососьєвої долини» зустрічаються численні цікаві персонажі, такі як Гудрун Оттедоттір, Кьяртан Олафссон, Больгерда Альвдана, Ньял Льодбергссон та інші. Сага також відзначається складними взаєминами між персонажами, їхніми внутрішніми конфліктами та наслідками їхніх дій. Події відбуваються в Брейдафьордур, що на заході Ісландії
Однією з центральних постатей є Гудрун Оттедоттір, яка є дочкою Оттара, впливового чоловіка з Лососьєвої долини. Гудрун відома своєю красою та розумом, і вона стає об'єктом бажання для багатьох чоловіків. Вона виходить заміж за Кьяртана Олафссона, але їхнє кохання стикається з численними випробуваннями та трагедіями. Боллі Болласон є сином Болла Торгейссона та Гудрун Оттедоттір. Він відомий своєю храбрістю та військовими здібностями. Боллі взяв участь у багатьох військових походах та битвах, де він виявив себе як відважний воїн.